# Tony Hibbert
Anthony James Hibbert, född 20 februari 1981 i Liverpool, är en engelsk fotbollsspelare som spelar för franska amatörlaget ES Louzy. Han är en före detta högerback för Everton där han tillbringade hela sin professionella karriär (2001–2016).